# Ordem de Maio
A Ordem de Maio é uma condecoração outorgada pela República Argentina para todos os que com seu esforço contribuem ao progresso, ao bem-estar, à cultura e ao bom-entendimento e solidariedade internacionais. Deve seu nome à Revolução de Maio, que iniciou a construção da Argentina moderna.

## História
Foi criada como Ordem ao Mérito por Decreto Nº 8506/46 de 1946. É a segunda ordem outorgada pelo Estado argentino (antes, em 1943, havia sido criada a Ordem do Libertador San Martín).
Em 1957, a regulamentação das duas ordens foram modificadas e a Ordem ao Mérito passou a se chamar Ordem de Maio, para se diferenciar das muitas ordens homônimas que outorgam outros Estados, por Decreto N° 16.629, que também a dividiu nas classes Ao Mérito, Ao Mérito Militar, Ao Mérito Naval e Ao Mérito Aeronáutico.
Em 1958, a regulamentação foi novamente modificada e o grau Colar da classe Ao Mérito foi abolido.

## Capítulo da Ordem
A Ordem está a cargo de um Conselho integrado pelos ministros de Relações Exteriores e Defesa, que é presidido pelo Grão-Mestre da Ordem, o Presidente da Argentina, sendo o primeiro dos mencionados ministros o Grão-Chanceler da Ordem. O Grão-Mestre é quem confere a condecoração. A sede da Ordem é o edifício do Ministério de Relações Exteriores. Há um Secretário Geral e um Secretário de Atas, cargos que são desempenhados pelo Introdutor de Embaixadores e pelo Escrivão de Governo, respectivamente.

## Graus
Desde a regulamentação de 1958, pode ser concedida tanto a argentinos como a estrangeiros. Possui diversos graus (de maior a menor ordem):
Grã-Cruz
Os recompensados com a Grã-Cruz, usam a banda de direita a esquerda, da qual pende a insígnia da Ordem, além de uma placa que deve ser levada no lado esquerdo do peito. Recebem-na Vice-presidentes, Presidentes de Poderes, Ministros do Poder Executivo, Ministros da Suprema Corte, Embaixadores Extraordinários e Plenipotenciários, Comandantes en Chefe, Tenentes-Generais, Almirantes, Brigadeiros-Generais, Presidente de Assembleias Nacionais e demais funcionários de categorias equivalentes.
Grã-Oficial
Os distinguidos com o cargo de Grã-Oficial levam a placa no lado esquerdo do peito. Recebem-na Membros de Assembleias Legislativas, Enviados Extraordinários e Ministros Plenipotenciários, Ministros Conselheiros, Generais de Divisão e de Brigada, Vice-almirantes e Contra-almirantes, Brigadeiros Majores e Brigadeiros, e demais funcionários de categorias equivalentes. 
Comendador
Os Comendadores usam a medalha pendendo de uma cinta sujeita ao pescoço. Recebem-na Encarregados de Negócios, Conselheiros e Cônsules-Gerais, Coronéis e Tenentes-coronéis, Capitães de Navio e Fragata, Comodoros e Vice-comodoros e demais funcionários de categorias equivalentes.
Oficial
Os Oficiais usam a medalha pendendo de uma cinta do lado esquerdo do peito. Recebem-na Secretários e Cônsules, Majores e Capitães de Exército, Capitães de Corveta e Tenentes de Navio, Comandantes e Capitães de Aeronáutica e demais funcionários de categorias equivalentes.
Cavaleiro
Os Cavaleiros usam a medalha pendendo de uma cinta do lado esquerdo do peito. Recebem-na Agregados e Vice-cônsules, Oficiais das Forças Armadas de graus inferiores aos anteriormente citados e demais funcionários de categorias equivalentes. 
As categorias da Ordem, de Grã-Cruz a Cavaleiro, são testemunhadas por um Diploma firmado pelo Grão-Mestre da Ordem e referendado pelo Ministro que tenha proposto a condecoração. O Secretário Geral será o encarregado da confecção de os diplomas correspondentes. O Diploma é entregue ao beneficiário com a insígnia correspondente e um exemplar contendo a Lei e o Regulamento.
A condecoração pode ser recebida mais de uma vez; por exemplo, o ditador chileno Augusto Pinochet foi condecorado com a Grã-Cruz da Ordem de Maio duas vezes, uma por Juan Perón e outra por Carlos Menem, nas categorias Ao Mérito Militar e Al Mérito, respectivamente.